# Andrea Mitchell D’Arrigo
Andrea Mitchell D’Arrigo (ur. 28 kwietnia 1995 w Rzymie) – włoski pływak, specjalizujący się głównie w stylu dowolnym.
Srebrny medalista mistrzostw Europy na krótkim basenie z Herning (2013) na 400 m stylem dowolnym oraz brązowy z Chartres (2012). Mistrz Europy juniorów z Antwerpii (2012) w sztafecie 4 x 200 m stylem dowolnym.